# Kundisches Geschirr
Kundisches Geschirr ist eine Erzählung des deutschen Schriftstellers Arno Schmidt (1914–1979), die er im Mai 1962 geschrieben hat. 1964 erschien sie in dem Sammelband Kühe in Halbtrauer, der im Stahlberg Verlag herauskam. Ein Nachdruck erschien 1970 in einem Fischer Taschenbuch mit dem Titel Orpheus. 1987 wurde sie in der Werkausgabe der Arno Schmidt Stiftung im Haffmans Verlag (Bargfelder Ausgabe) in der Sammlung Ländliche Erzählungen veröffentlicht.

## Inhalt
Berichtet wird von einem Besuch auf dem Lande. Als Erzähler fungiert ein Schriftsteller und Übersetzer, (Carl-mit-C), der mit einem befreundeten Paar (Karl-mit-K und dessen Frau Ida) im Auto angereist ist, um den reichen Hausbesitzer Martin zu besuchen. In Martins Haus wohnt zur Zeit dieses Besuches eine junge Verwandte Martins, Fräulein Seidel, eine angehende Psychoanalytikerin, die dort ihre Dissertation über das Thema „Die unbewußte Abbildung von Leibreizen in der Literatur“ schreibt. Nach einem Morgengespräch zu zweit belauschen Carl und Fräulein Seidel Karl und Ida, die im Auto übernachtet haben. Sie hören, wie Karl von einem Traum berichtet, in dem er vergeblich versucht hat, auf eine noch freie Stelle auf der hinteren Stoßstange eines alten Autos aufzusteigen. Beim gemeinsamen Frühstück wiederholt Karl seinen Traum, den Ida als Ausdruck von Karls Wunsch deutet, eine bei Dresden wohnende alte Tante an ihrem (heutigen) Geburtstag zu besuchen. Auf einem Spaziergang deutet Fräulein Seidel (nach ihrer Meinung befragt) den Traum als Darstellung von Karls unbewusstem Wunsch, die Tante a tergo zu koitieren. Die Spaziergänger finden einen bei einem Wettbewerb in Holland aufgestiegenen Ballon. Heimgekehrt drängen Karl und Ida auf Abreise, weil sie sich durch Fräulein Seidels Anwesenheit irritiert fühlen. Carl schließt sich ihnen an, um sich der erotischen Faszination zu entziehen, die von der androgynen Psychoanalytikerin ausgeht. Carl hinterlässt Fräulein Seidel seine Reiseschreibmaschine mit einem kurzen Gruß. Er erhält nach einiger Zeit von Fräulein Seidel den Gewinn des Ballonwettbewerbs zugeschickt: zwei Püppchen in Holländertracht. Durch den Absender-Vermerk wird er über die korrekte Schreibung des Namens A. Seydel aufgeklärt.

## Personen
- Der Erzähler, Carl-mit-C, ist Schriftsteller und Übersetzer, ein Mann von vielen Kenntnissen auf der Schwelle zum resignativen dritten Lebensalter, der die Ereignisse mit distanzierter Ironie schildert.

- Karl-mit-K ist Gärtner und wird als plump und ungebildet dargestellt. Carl und Karl bilden eine komplementäre Einheit, wie die beiden „Halb-Greise“ aus „Kühe in Halbtrauer“, die als abgespaltene Teilexistenzen eines „Vollkreises“ zu denken sind.

- Karl ist verheiratet mit Ida, die in ihrer bürgerlich-verlogenen Art („ganz Dottermäulchen=Glattzunge“) die passende Ergänzung zu Karls Unbedarftheit ist. Karl hantiert häufig mit einer Gartenschere der Vorkriegsfirma „Kunde & Sohn“, die ihm viel bedeutet.

- Martin, dem reichen Hausbesitzer, wird eine Altgesellenmentalität[1] nachgesagt. Er lebt davon, dass er von Zeit zu Zeit in seinem Besitz befindliche Hamburger Liegenschaften verkauft.

- Fräulein Seidel ist eine in Ausbildung befindliche Psychoanalytikerin, ein „Waisenkind“[2], Tochter „irgendeiner entfernteren einstigen Cousine“[3], die für die Zeit der Niederschrift ihrer Dissertation bei ihrem Onkel Martin wohnen darf. Ihr Äußeres ist abstoßend („das Gesicht ! : breit & rotmarmoriert“)[4], ihr Geist ist schnell und scharf, Carl-mit-C schätzt sie als geistig ebenbürtig ein und empfindet ihr gegenüber so etwas wie faszinierten Abscheu. Ihre Leistungsfähigkeit wird mit dem „Hochleistungswerkzeug“, der Gartenschere in Karl-mit-Ks Hand gleichgesetzt. „Sie war ja wohl die Bedeutendste unter uns. Zumindest die Leistungsfähigste KUNDISCHES GESCHIRR Alles verstählt“[5] Zudem wird sie durch wiederholte vermännlichende Attribute bisexualisiert, einem männlichen Grundwort wird ein verweiblichendes Suffix angehängt („Zeitgenössin“, „Klare Köpfin“, „Die Götzin mit der eisernen Hand“, „Judicatrix“ usw.)

- Die vier Älteren sind 9 Jahre lang zusammen zur Schule gegangen und haben sich neun Jahre lang nicht gesehen. Die zweifach erwähnte Schwangerschaftszahl „9“ bedeutet, dass die Personen als eine Einheit aufzufassen sind, die aus einem Mutterleib stammt. Die Namen der Personen sind durch anagrammatische Beziehungen mit dem Autor Arno Schmidt verknüpft: die Buchstaben ihrer Namen sind überwiegend dem Namen Arno Schmidt entnommen. Für Fräulein Seidel ergibt sich das erst am Ende der Erzählung, wo ihr korrekter Name als „A. Seydel“ angegeben wird, ein Name, dessen Anfangsbuchstaben A. S., dem abgekürzten Namen „Arno Schmidt“ entsprechen. In Sitara beschreibt Schmidt das Verfahren der Personenerzeugung bei Karl May: »Denn wohl hatte MAY sich zeitlebens 2 erdachte Begleiter zugesellt; (korrekter wohl: 2 Charakter=Teilhaber abgespalten, personifiziert, und sie dann, nach uraltem Dichterbrauch, mit dem eigenen Blute gemästet);«[6]

## Themen und Motive
Beherrschendes Thema der Gespräche zwischen Fräulein Seidel und Carl-mit-C ist „Die unbewußte Abbildung von Leibreizen in der Literatur“. Hiervon soll die entstehende Dissertation Fräulein Seidels handeln, und der von Karl-mit-K berichtete Traum passt vortrefflich in das Seidelsche Forschungsprojekt, da er, nach ihrer Interpretation, von einem Leibreiz ausgelöst worden ist. Die gesamte Erzählung scheint von Arno Schmidt als Musterbeispiel für diese „Abbildung von Leibreizen“ konzipiert zu sein, da der Erzähler seine Hinneigung zu der jungen Frau in unbewusst gesteuerten verbalen Annäherungen verbirgt, die von ebensolchen Näherungsantworten der Psychoanalytikerin erwidert werden. Die Annäherung gipfelt in dem aus sicherer Distanz vollzogenen Geschenkaustausch: Carl-mit-C schenkt Fräulein Seidel seine Reiseschreibmaschine, er hinwiederum erhält von ihr den Gewinn des „Ballonwettstrijds“, die beiden Püppchen in Holländertracht. Die Einzelheiten der symbolischen Darstellungen des unbewussten Wunsches im Traum werden ausführlich zwischen Carl-mit-C und Fräulein Seidel diskutiert. Einzelne sich in Variationen wiederholende Motive erscheinen allerdings nicht in ausdrücklichen Worten, sondern nur als Darstellungselemente, so zum Beispiel die „Lücke“ (auf der hinteren Stoßstange des alten Autos im Traum), als offene Schere, als Komma in einer Namensreihe, als „Leertaste“ auf der Schreibmaschine, als Y im Namen „A. Seydel“ usw. Ein weiteres verdeckt dargestelltes Thema ist die Geschlechtsambiguität, das Vorhandensein männlicher und weiblicher Strebungen in einer Person. Dieses Thema wird im Kater „Conte Fosco“, in Karl-mit-Ks Gartenschere, dem „Kundischen Geschirr“, in der Gestalt der Psychoanalytikerin, in dem in den Niederlanden aufgestiegenen Ballon, den die Spaziergänger im Wald finden sowie in den durch ihn vermittelten zwei Püppchen in Holländertracht dargestellt.

## Realitätszitate
Viele Einzelheiten in der Erzählung sind dem Alltagsleben des Autors entnommen. Das 8. Kapitel im „Marbacher Katalog“ befasst sich unter dem Titel „Erhaben=kleinliche Alltäglichkeiten“ mit Schmidts Verhältnis zu den Dingwelten seiner jeweiligen Umgebung und schildert die Übernahme solcher Dinge in die Erzählzusammenhänge von Schmidts Werken. Das bedeutsamste dieser Realitätszitate in „Kundisches Geschirr“ ist der Traum Karl-mit-Ks, den Arno Schmidt aus seinen eigenen Traumprotokollen mit wenigen Wort- und Namensänderungen in die Erzählung übernommen hat.
Ein Schild mit der Aufschrift „ANGELN VERBOTEN / H. SINGER RÄDERLOH“, wie es in der Erzählung erwähnt wird hat es in der Umgebung Bargfelds wirklich gegeben, wie Fotos aus den 1960er Jahren belegen. Ebenso hat der Ballon ein Vorbild in der Realität, wie das im Nachlass Arno Schmidts aufgefundene Schreiben des „Ring Verkoop-Systems“ an „De Jongheer Arno Schmidt“ bezeugt. Karl-mit-Kas Gartenschere muss ein reales Vorbild gehabt haben, denn die Firma „Kunde und Sohn“ als Herstellerin leistungsfähiger Gartenwerkzeuge gibt es heute noch. Auch die beiden Püppchen in Holländertracht wurden im Schmidtschen Haushalt aufbewahrt.

## Rezeption
Eine erste Annäherung an die Erzählung hat Reinhard Finke unternommen. Er versucht, Motive der griechisch-römischen Mythologie, besonders die Isis-Neith-Thematik, die Arno Schmidt auch in anderen Werken behandelt hat, in der Erzählung nachzuweisen. Diese Versuche hat Ralf Georg Czapla fortgesetzt und erweitert. Ulrich Goerdten hat gegen diese Auffassungen polemisiert und seinen Aufsatz „Issis zu glaubm?“ als Gegenentwurf auf der Grundlage eines anderen Verständnisses der Erzählung aufgefasst. Er betrachtet die Erzählung als psychographisches Gemälde einer Grundgegebenheit des Autors. Er vermeidet eine zusammenfassende Gesamtinterpretation, beschränkt sich auf die Untersuchung der motivischen Überdeterminierung und Verflechtung von Schere, Name (Seidel/Seydel) und Figur und fordert neue Haltungen und Untersuchungsmethoden, ohne die alles Interpretieren und Deuten nach seiner Auffassung „fahrlässig und subaltern“ sei.